# Feodosija
Feodosija (rusky Феодосия; ukrajinsky Феодосія; krymskou tatarštinou Kefe; název pochází z řeckého Θεοδoσία – „bohem darovaná“: odtud název T(h)eodosia ve většině románských jazyků) je přístavní město na jižním černomořském pobřeží Krymského poloostrova, sporném území považovaném za část Ukrajiny, ale okupované od Krymské krize Ruskem.
Feodosija, původně řecká kolonie, později byzantská, janovská a osmanská tvrz, je střediskem východní části jižního krymského pobřeží a oblíbeným turistickým a kulturním centrem. Ve městě žije přibližně 66 tisíc obyvatel. Končí zde krátká odbočka železniční tratě Džankoj–Kerč.

## Historie
Théodosia, stejně jako Chersonésos u novověkého Sevastopolu, byla založena během řecké kolonizace Černého moře v 6. století př. n. l. V následujícím století se stala součástí bosporské říše. Od pozdního starověku byla obec nevýznamným venkovským sídlištěm v oblasti vlivu chazarské a byzantské říše, později kypčacké a nakonec součást zlaté hordy.
Od zlaté hordy jej ve 13. století odkoupili Janované, kteří zde vybudovali své obchodní centrum zvané Kaffa. Byla jedním ze sedmi janovských přístavů na Krymu, které se podle Chazarů nazývaly Gazarie a tvořili oporu janovské vlády nad mořem. Před polovinou 13. století zde byla vybudována opevněná citadela na ochranu před zlatou hordou a jejím chánem Džanibegem. Ten Kaffu v letech 1345–1347 obléhal a během obežení jeho tábor napadla epidemie moru. Kaffa se stala známou pro jedno z prvních doložených použití biologické zbraně, když obléhatelé do města katapulty vrhali morem infikovaná těla, a zároveň místem, odkud zřejmě janovské lodě přivezli mor do Evropy, kde se pak rozšířil jako tzv. černá smrt, největší morová epidemie ve středověku.
Pádem Konstantinopole (1453) ovládla osmanská říše přístup k Černému moři a v roce 1475 dobyla i oblast Krymu a tím skončilo janovské panství a obchod. Město pak bylo v tureckém panství a nazývalo se Kefe, až do doby Kateřiny Veliké, kdy během rusko-turecké války (jedné z mnoha) Krym získalo a v roce 1783 oficiálně anektovalo ruské impérium.
Za druhé světové války zde nacisté za pomocí sonderkommanda povraždili až 2000 Židů a Krymčáků. V roce 1991 se celý Krym stal součástí Ukrajiny a v rámci ní součástí autonomní republiky Krym. Během ruské války proti Ukrajině je Feodosia využívaná jako vojenský přístav a v prosinci 2023 zde byla ukrajinským letectvem potopena výsadková loď Novočerkassk.

## Feodosijská městská rada
Administrativně je město spravováno městskou radou, do jehož obvodu spadají také sídla městského typu 
Koktebel, 
Kurortne (Kurortnoje), 
Ordžonikidze, 
Prymorskyj (Primorskij) 
a Ščebetovka.

## Symbolika

symboly v rámci Ruska:
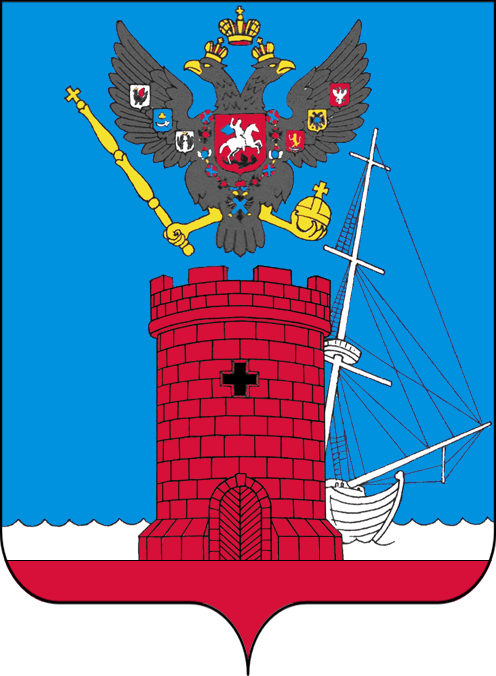
Znak z roku 2016
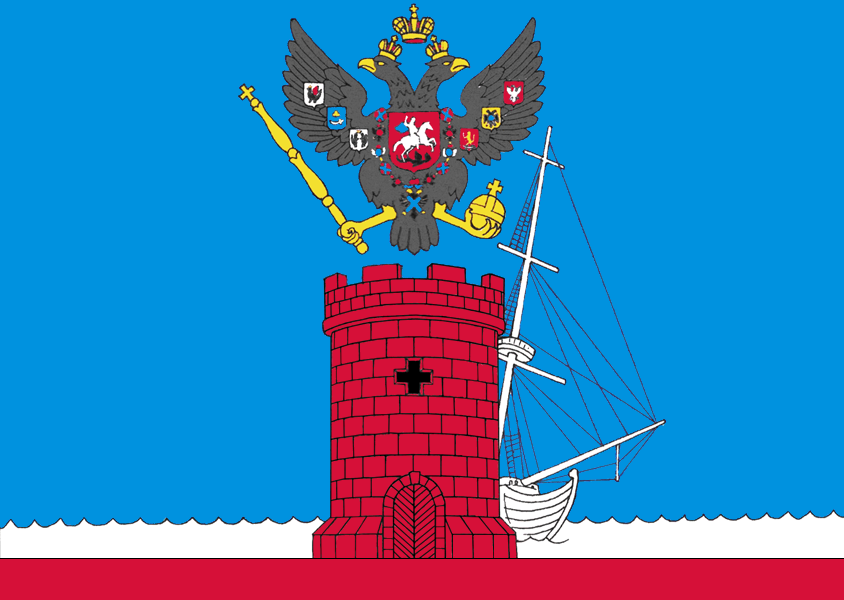
Vlajka z roku 2016

## Partnerská města
- Severodvinsk, Rusko (2008)